# Самайн
Сама́йн, Самхейн (англ. Samhain, гэльск. Samhuinn, ирл. Samhain) — кельтский праздник окончания уборки урожая. Знаменовал собой окончание одного сельскохозяйственного года и начало следующего. Впоследствии совпал по дате с кануном Дня всех святых, повлияв на традиции народно-католического праздника Хэллоуин.
Один из четырёх главных праздников Колеса Года у виккан и кельтских неоязычников.

## Название
Названия праздника имеют следующее произношение: англ. Samhain [ˈsɑːwɪn], [ˈsaʊ.ɪn], [ˈsaʊn] — сауин, саун; гэльск. Samhuinn [ˈsaũ.iɲ] — сауинь; ирл. Samhain [ˈsˠaunʲ] — саунь.
У кельтов samhain или родственные слова издавна обозначают третий месяц осени. В шотландском (гэльском) языке Samhain или an t-Samhain — название месяца, аналогичного ноябрю. В современном ирландском языке an tSamhain (саунь) — ноябрь.
Существует две основных гипотезы происхождения этого слова. Первая связывает его с кельтским названием лета, поскольку Самайн маркирует конец тёплого сезона:
Др.-ирл. sam, samrad «лето» < кельт. *samo- < пра-и.е. *sm̥H-o-. Тот же корень может быть обнаружен в галльской антропонимике, например Samo-gnatius, если это имя обозначает «рождённый летом». Сюда же можно отнести название одного из месяцев галльского календаря из Колиньи, реконструируемое как *Samonios, а также древнеирландский праздник Samain (*samoni-), отмечающийся 1 ноября, то есть завершающий «большое лето», благоприятную половину года (хотя формы samuin, samfuin указывают на композит из слов sam «лето» и fuin «закат, конец»).
Альтернативная версия объясняет эту этимологию переносом праздника, который обозначался термином Samain, с летнего Дня всех мучеников (13 мая) на День всех святых (1 ноября).
Согласно другой гипотезе, название праздника связано с его центральной традицией — собранием при дворе короля. Поэтому Ж. Вандриес связывает это слово в индоевропейской перспективе с др.-инд. samana «собрание». Пьер-Ив Ламбер также предпочитает этимологию от *sem- «вместе», соответственно, праздник подразумевает «собрание».
В ирландских источниках термин Samhain упоминается с IX века и обозначает собственно День всех святых, а не его канун.

## История
Кельтский календарь делил год на две части: тёмную, начинавшуюся в конце октября — начале ноября (месяц Самониос), и светлую. Светлая часть начиналась в марте — апреле (месяц Гиамониус). Смена частей года, как и месяцев, происходила с наступлением новолуния. Также вместе с наступлением тёмной части года, в первые три ночи самониоса, кельтами праздновался новый год. Праздник в латинской версии назывался «Три ночи самониоса» (trinux[tio] samo[nii]). Смена тёмной и светлой частей года весной также отмечалась праздником. Впоследствии произношение изменилось соответственно правилам произношения на гэльских языках, и к началу нашей эры праздник стал называться «Самайн», как и соответствующий ему месяц.
Языческий праздник отмечался и после принятия христианства населяющими Британию народами. Так, при ирландском дворе в Таре праздновался в первые три дня ноября, многолюдно и с соблюдением всех древних традиций, ещё в XII веке.
Согласно Оксфордскому словарю фольклора, Самайн был праздником одновременно для всех народов Британских островов и прочно ассоциировался со смертью и сверхъестественным. В то же время нет никаких доказательств того, что в языческие времена праздник имел какое-либо особое значение, кроме сельскохозяйственного и сезонного. Традиционно считается, что восприятие Самайна как тёмного языческого праздника, связанного с мёртвыми, обязано своим появлением христианским монахам X—XI веков, писавших о нём спустя примерно два столетия после утверждения Дня всех святых и примерно через 400 лет после принятия Ирландией христианства. В то же время уже в VIII веке День всех святых начинает постепенно замещать Самайн; благодаря взаимопроникновению гэльских традиций и католических обрядов начинают формироваться первые зачатки будущего Хэллоуина.

## Праздник
Самайн отмечался как праздник начала нового года. В Ирландии и Шотландии его иногда называли «праздником мёртвых»: считалось, что в эту ночь умирают люди, нарушившие свои гейсы. Начинался праздник в ночь с 31 октября на 1 ноября, считавшегося последним днём сбора урожая.
Традиционно на Самайн делили собранный урожай, а также решали, какая часть скота переживёт зиму, а какая — нет. Последнюю часть резали, чтобы сделать запасы на зиму.
Во время празднования жгли костры. Друиды при помощи оставляемых огнём на костях убитых животных рисунков предсказывали будущее. Через костры прыгали люди или же проходили между двумя рядом стоящими высокими кострами. Данный ритуал обозначал очищение огнём. Часто между кострами также проводили скот.
При принятии христианства Самайн наложился на День всех святых, празднуемый 1 ноября, после которого, 2 ноября, идёт День поминовения усопших. Предшествует же этим церковным праздниками ночь с 31 октября на 1 ноября — Хэллоуин (от англ. All Hallows' Eve «навечерие (канун) Всех святых»).

## Самайн в России
В настоящее время в России Самайн отмечается в Москве, Санкт-Петербурге, Владивостоке, Нижнем Новгороде, Кирове, и других городах как фестиваль кельтской культуры: ирландской, шотландской и бретонской. На сценических площадках выступают музыкальные коллективы и танцевальные школы, проходят праздничные конкурсы. В этом контексте мероприятие напоминает скорее празднование Дня святого Патрика, нежели Хэллоуина.